# Tom Brigham
Tom Brigham és un animador estatunidenc i pioner en el camp dels gràfics per ordinador, reconegut per la seva innovació en el desenvolupament del procés de morphing digital, una tècnica de transformació d’imatges utilitzada àmpliament en el cinema i la publicitat. Brigham va treballar al Laboratori de Gràfics per Ordinador del New York Institute of Technology (NYIT) durant els anys 80, on va contribuir al desenvolupament de tècniques que van revolucionar els efectes especials digitals.
En 1982, Brigham, va presentar una breu seqüència on una dona es transformava en un linx, un dels primers exemples d'animació fotorealista basada en aquesta tècnica, que consisteix a fusionar dues imatges mitjançant una dissolució creuada després de deformar-les per tal que tinguin la mateixa forma. Aquest treball inicial va ser reconegut pel Special Interest Group of Computer Graphics (SIGGRAPH), que el va premiar per la seva aplicació del morphing en l'art experimental.
Brigham va desenvolupar un sistema anomenat MORF juntament amb Douglas Smythe i el Departament de Gràfics per Ordinador d'Industrial Light & Magic (ILM). Aquest sistema va ser un avanç important en el camp dels efectes digitals i va permetre aplicar la tècnica de morphing en pel·lícules de gran producció com Willow i Indiana Jones i l'última croada. El seu treball va ser reconegut amb un oscar tècnic, l'any 1992, el «Premi Científic i Tècnic», que atorga l'Acadèmia de les Arts i les Ciències Cinematogràfiques, compartit amb Smythe, pel desenvolupament d’aquesta tècnica.
Brigham ha creat efectes visuals per a mitjans molt diversos, incloent cinema, televisió o teatre experimental. Un dels seus projectes destacats va ser el disseny d'un programa d'efectes amb sistemes de partícules per a la pel·lícula de ciència-ficció Habitat (1997). També va ajudar a crear l'efecte visual Painted World per a la pel·lícula Més enllà dels somnis (1998). Brigham també ha treballat en instal·lacions artístiques, com ara, una col·laboració amb l'empresa d'arquitectura Diller i Scofidio per crear una instal·lació permanent a la nova terminal de l'Aeroport Internacional John F. Kennedy a Nova York. A més, ha estat involucrat en projectes com el programari de l'American Broadcasting Company (ABC) o la pantalla gegant electrònica de Disney a Times Square.

## Guardons
- Premi SIGGRAPH el 1982 per la seva aplicació pionera del morphing en art experimental.

- El 1993 va rebre de l'Acadèmia de les Arts i les Ciències Cinematogràfiques dels Estats Units el premi a l'assoliment tècnic de l'any pel «concepte original i el treball pioner» en el desenvolupament d'aquesta tècnica de transformació digital, juntament amb Douglas Smythe, company seu a Industrial Light & Magic.[9]